# Waltz with Bashir
Waltz with Bashir er en animationsfilm, der skildrer hændelserne under Israels invasion af Libanon 1982. 
Filmen er udgivet i 2008 og blev første gang præsenteret ved Filmfestivalen i Cannes, hvor den var nomineret til at vinde De Gyldne Palmer. Den er skrevet og instrueret af israeleren Ari Folman.

Filmen gør brug af flotte og til tider surrealistiske animationer, der fortæller historien om instruktøren Ari, der prøver at huske hændelserne under massakren i Sabra og Shatila ved at opsøge sine gamle soldaterkammerater. Filmen bruger originale personer, der fortæller om deres oplevelser under konflikten. Psykologiske og episke temaer optræder i filmen, og den udgør et lidt humoristisk billede på konflikten.

Filmen produceret af Bridgit Folman Film Gang og er en israelsk – tysk – fransk produktion.

## Modtagelse
Waltz with Bashir har vundet mange priser, heriblandt en Golden Globe for bedste udenlandske film samt en nominering til en Oscar for bedste udenlandske film og De Gyldne Palmer som nævnt ovenfor.